# The Rotters' Club
The Rotters' Club es el segundo álbum de estudio por la banda de rock de la escena de Canterbury británica, Hatfield and the North, publicado en marzo de 1975 a través de Virgin Records.

## Lista de canciones
| Lado uno |                                                |                            |          |  |
| N.º      | Título                                         | Escritor(es)               | Duración |  |
| 1.       | «Share It»                                     | Richard Sinclair, Pip Pyle | 3:03     |  |
| 2.       | «Lounging There Trying»                        | Phil Miller                | 3:15     |  |
| 3.       | «(Big) John Wayne Socks Psychology on the Jaw» | Dave Stewart               | 0:43     |  |
| 4.       | «Chaos at the Greasy Spoon»                    | Sinclair, Pyle             | 0:30     |  |
| 5.       | «The Yes No Interlude»                         | Pyle                       | 7:01     |  |
| 6.       | «Fitter Stoke Has a Bath»                      | Pyle                       | 7:33     |  |
| 7.       | «Didn't Matter Anyway»                         | Sinclair                   | 3:33     |  |

| Lado dos | |              |          |  |
| N.º      | Título | Escritor(es) | Duración |  |
| 1.       | «Underdub» | Miller       | 4:02     |  |
| 2.       | «Mumps» I. «Your Majesty Is Like a Cream Donut (Quiet)» II. «Lumps» III. «Prenut» IV. «Your Majesty Is Like a Cream Donut (Loud)» | Stewart      | 20:31    |  |

- Los lados uno y dos fueron combinados como pista 1–9 en la reedición de CD.

| Bonus tracks (2009 Esoteric Recordings reissue) |                                                                                     |          |  |
| N.º                                             | Título                                                                              | Duración |  |
| 10.                                             | «Halfway Between Heaven and Earth» (live at the Rainbow Theatre / March 16th, 1975) | 6:20     |  |
| 11.                                             | «Oh, Len's Nature!» (live in France / February 1975)                                | 2:00     |  |
| 12.                                             | «Lything and Gracing» (live in France / June 9th, 1974)                             | 3:58     |  |

## Créditos
Créditos adaptados desde las notas del álbum.
Hatfield and the North
- Phil Miller – guitarra
- Dave Stewart – piano Rhodes, órgano Hammond, Minimoog, piano acústico,
- Richard Sinclair – guitarra bajo, voz principal, guitarra (7)
- Pip Pyle – batería

Músicos adicionales
- Jimmy Hastings – saxofón (5, 9), flauta (6–9)
- Barbara Gaskin, Amanda Parsons, Ann Rosenthal – coros (6, 9)
- Tim Hodgkinson – clarinete (3, 5)
- Lindsay Cooper – fagot (3, 5)
- Mont Campbell – corno francés (3, 4)